# Davide Possanzini
Davide Possanzini (Loreto, 9 febbraio 1976) è un allenatore di calcio ed ex calciatore italiano, di ruolo attaccante, tecnico del Mantova.

## Carriera

### Giocatore
Cresciuto calcisticamente nella Scuola calcio Gabetto e successivamente nel Torino, inizia la carriera in Interregionale della Recanatese, dove rimane due anni prima di essere richiamato dal Torino nella stagione 1994-1995. Con la maglia granata della formazione Primavera vince il Torneo di Viareggio nel 1995. L'anno successivo viene ceduto in prestito al Lecco, allenato da Elio Gustinetti in Serie C2, allenatore che poi ritroverà sia a Reggio Calabria che a Bergamo.
La stagione successiva viene ceduto in compartecipazione al Varese, e nel 1997-1998, al suo secondo anno nella squadra biancorossa, vince il campionato di Serie C2, realizzando il rigore decisivo contro il Leffe. Inizia la stagione successiva in Serie C1 ancora a Varese e, dopo appena due partite di campionato, in settembre si trasferisce alla Reggina.
Inizia a giocare con continuità solo a partire da dicembre, segnando gol decisivi (9 in totale) e formando assieme a Fabio Artico (per lui 15 reti) la coppia gol che permette alla squadra di conquistare la prima storica promozione in Serie A. L'anno successivo debutta anche in massima serie, siglando il gol decisivo a Bologna su assist di Andrea Pirlo nella prima vittoria della Reggina in Serie A. Nella prima gara del campionato 2000-2001 la Reggina riesce a battere l'Inter per 2-1 grazie anche ad una sua rete, e nel gennaio del 2001 si trasferisce alla Sampdoria, nell'ambito dello scambio con Davide Dionigi.
Nel primo anno sfiora la promozione in Serie A. Viene prestato poi al Catania, nell'era Gaucci che cambia sei allenatori in una stagione. Decide di rilanciarsi nell'AlbinoLeffe, a Bergamo, allenato da Elio Gustinetti. Segnati 19 gol nella prima parte della stagione, a gennaio del 2005 viene acquistato dal Palermo in Serie A, con cui firma un contratto fino al 2007. Il 30 gennaio esordisce nella 21ª giornata di campionato contro l'Inter (sconfitta per 0-2), subentrando a Christian Terlizzi al 70', ma nella partita successiva contro la Fiorentina (vittoria per 1-2) abbandona anzitempo il campo per un infortunio al menisco: saranno queste le uniche due partite in maglia rosanero.
A luglio 2005 passa al Brescia nell'ambito della trattativa che ha portato Andrea Caracciolo in Sicilia. Nella prima stagione nelle rondinelle segna 11 gol, nella seconda 13 e nella terza 16. Dalla stagione 2006-2007 è il capitano delle rondinelle. Il 29 gennaio 2009 il TAS di Losanna lo squalifica per un anno insieme al compagno di squadra all'epoca dei fatti Daniele Mannini, dopo essersi presentato in ritardo al controllo antidoping risalente al 2007. La squalifica sarà cancellata con sentenza definitiva il 27 luglio dopo aver dimostrato la sua assoluta buona fede. Al termine della stagione 2009-2010 il Brescia conquista, il 13 giugno, la promozione in Serie A dopo la finale play-off contro il Torino: decisivo, nel 2-1 finale, il gol di Possanzini.
Svincolatosi dal Brescia dopo sei anni di militanza, il 5 luglio 2011 si accasa al Lugano in Svizzera. Esordisce nella prima giornata di campionato uscendo dal campo all'85', mentre la prima rete arriva alla terza giornata. Non riuscendo ad ambientarsi in Svizzera, già nel mese di novembre smette di allenarsi ottenendo la rescissione del contratto alcune settimane dopo. Chiude così l'esperienza con 9 partite complessive e un ulteriore gol segnato; l'ultima apparizione è quella del 23 ottobre 2011.
Il 21 gennaio 2012 viene tesserato dalla Cremonese. Il 12 febbraio seguente segna una doppietta al Siracusa. Il 19 luglio 2012, a una settimana dal rinnovo del contratto con la Cremonese, annuncia il ritiro dall'attività agonistica a seguito del riscontro di una fibrillazione atriale, che gli ha impedito di avere l'idoneità all'attività non facendogli superare le visite mediche, dichiarando che «Il momento dell'addio l'avevo immaginato diverso, ma la salute viene prima di tutto».

### Allenatore
Il 27 novembre 2012 consegue il titolo di Allenatore Uefa-B rilasciato dal Centro Tecnico Federale di Coverciano.
Il 18 luglio 2013 diventa il tecnico degli Allievi Nazionali Professionisti B del Brescia, squadra in cui ha giocato per sei stagioni.
Nel 2014-2015 frequenta a Coverciano il corso di abilitazione per il master di allenatori professionisti Prima Categoria-Uefa Pro.
Dal 5 gennaio 2015 è allenatore della formazione Primavera del Brescia, che successivamente abbandona per andare al Foggia come vice di De Zerbi, dal quale vengono esonerati. La coppia si riforma al Palermo nel settembre 2016, ma dopo 12 partite vengono esonerati.
Nell'ottobre 2017 segue De Zerbi a Benevento come allenatore in seconda. Nonostante il buon impatto avuto con l'arrivo in panchina del nuovo allenatore, i campani retrocedono.
Nel giugno 2018 viene ingaggiato dal Sassuolo come allenatore in seconda, lavorando ancora al fianco di De Zerbi. In neroverde resta per un triennio, caratterizzato da ottimi risultati.
Nel giugno 2021, segue De Zerbi allo Šachtar, andando a ricoprire il ruolo di vice della squadra ucraina, con cui il duo vince la Supercoppa nazionale nel settembre dello stesso anno. Tuttavia, nel febbraio del 2022, De Zerbi, Possanzini e i loro collaboratori sono costretti a lasciare il Paese a causa della sua invasione da parte dell'esercito russo, con il resto del campionato che viene successivamente cancellato dalla federazione ucraina.
Pochi mesi dopo il rientro in Italia, nel giugno del 2022, Possanzini fa il suo ritorno ufficiale al Brescia dopo sei anni, prendendo nuovamente la guida della formazione Primavera, andando così a sostituire il partente Gustavo Aragolaza.
Il 7 febbraio 2023, viene ufficializzato come allenatore della prima squadra bresciana, in quel momento sedicesima in B con 25 punti, dopo l'esonero di Pep Clotet. Quattro giorni dopo, al debutto, viene sconfitto in casa dal Modena (0-1); già il 20 febbraio, a seguito di un'altra sconfitta nello scontro diretto con il Benevento (1-0), l'ex attaccante viene esonerato e sostituito da Daniele Gastaldello, lasciando la squadra al penultimo posto.
Il 16 giugno 2023, Possanzini viene annunciato come nuovo allenatore del Mantova, neoretrocesso in Serie D. Tuttavia la squadra viene riammessa in Serie C a completamento organici e a sorpresa vince il girone A della Serie C con 80 punti, tre in più del Padova, tornando così in Serie B dopo 14 anni. Nella stagione seguente, in Serie B, conduce il Mantova alla salvezza chiudendo il campionato al quattordicesimo posto con 44 punti.

## Statistiche

### Presenze e reti nei club
| Stagione           | Squadra            | Campionato         | Campionato | Campionato | Coppe nazionali | Coppe nazionali | Coppe nazionali | Coppe continentali | Coppe continentali | Coppe continentali | Altre coppe | Altre coppe | Altre coppe | Totale | Totale |
| Stagione           | Squadra            | Comp               | Pres       | Reti       | Comp            | Pres            | Reti            | Comp               | Pres               | Reti               | Comp        | Pres        | Reti        | Pres   | Reti   |
| ------------------ | ------------------ | ------------------ | ---------- | ---------- | --------------- | --------------- | --------------- | ------------------ | ------------------ | ------------------ | ----------- | ----------- | ----------- | ------ | ------ |
| 1992-1993          | Recanatese         | CND                | 4          | 0          | CI-D            | 0               | 0               | -                  | -                  | -                  | -           | -           | -           | 4      | 0      |
| 1993-1994          | Recanatese         | CND                | 31         | 4          | CI-D            | 0               | 0               | -                  | -                  | -                  | -           | -           | -           | 31     | 4      |
| Totale Recanatese  | Totale Recanatese  | Totale Recanatese  | 35         | 4          |                 | 0               | 0               |                    | -                  | -                  |             | -           | -           | 35     | 4      |
| 1994-1995          | Torino             | A                  | 0          | 0          | CI              | 0               | 0               | -                  | -                  | -                  | -           | -           | -           | 0      | 0      |
| 1995-1996          | Lecco              | C2                 | 32         | 5          | CI-C            | 0               | 0               | -                  | -                  | -                  | -           | -           | -           | 32     | 5      |
| 1996-1997          | Varese             | C2                 | 31         | 9          | CI-C            | 0               | 0               | -                  | -                  | -                  | -           | -           | -           | 31     | 9      |
| 1997-1998          | Varese             | C2                 | 30         | 9          | CI-C            | 0               | 0               | -                  | -                  | -                  | -           | -           | -           | 30     | 9      |
| ago.-set. 1998     | Varese             | C1                 | 2          | 0          | CI-C            | 0               | 0               | -                  | -                  | -                  | -           | -           | -           | 2      | 0      |
| Totale Varese      | Totale Varese      | Totale Varese      | 63         | 18         |                 | 0               | 0               |                    | -                  | -                  |             | -           | -           | 63     | 18     |
| set. 1998-1999     | Reggina            | B                  | 32         | 9          | CI              | 1               | 0               | -                  | -                  | -                  | -           | -           | -           | 33     | 9      |
| 1999-2000          | Reggina            | A                  | 31         | 3          | CI              | 8               | 2               | -                  | -                  | -                  | -           | -           | -           | 39     | 5      |
| 2000-gen. 2001     | Reggina            | A                  | 10         | 1          | CI              | 2               | 0               | -                  | -                  | -                  | -           | -           | -           | 12     | 1      |
| Totale Reggina     | Totale Reggina     | Totale Reggina     | 73         | 13         |                 | 11              | 2               |                    | -                  | -                  |             | -           | -           | 84     | 15     |
| gen.-giu. 2001     | Sampdoria          | B                  | 17         | 4          | CI              | -               | -               | -                  | -                  | -                  | -           | -           | -           | 17     | 4      |
| 2001-2002          | Sampdoria          | B                  | 33         | 2          | CI              | 7               | 1               | -                  | -                  | -                  | -           | -           | -           | 40     | 3      |
| Totale Sampdoria   | Totale Sampdoria   | Totale Sampdoria   | 50         | 6          |                 | 7               | 1               |                    | -                  | -                  |             | -           | -           | 57     | 7      |
| 2002-2003          | Catania            | B                  | 31         | 3          | CI              | 0               | 0               | -                  | -                  | -                  | -           | -           | -           | 31     | 3      |
| 2003-2004          | AlbinoLeffe        | B                  | 32         | 12         | CI              | 1               | 0               | -                  | -                  | -                  | -           | -           | -           | 32     | 12     |
| 2004-gen. 2005     | AlbinoLeffe        | B                  | 20         | 7          | CI              | 3               | 0               | -                  | -                  | -                  | -           | -           | -           | 23     | 7      |
| Totale AlbinoLeffe | Totale AlbinoLeffe | Totale AlbinoLeffe | 52         | 19         |                 | 4               | 0               |                    | -                  | -                  |             | -           | -           | 56     | 19     |
| gen.-giu. 2005     | Palermo            | A                  | 2          | 0          | CI              | -               | -               | -                  | -                  | -                  | -           | -           | -           | 2      | 0      |
| 2005-2006          | Brescia            | B                  | 38         | 11         | CI              | 4               | 2               | -                  | -                  | -                  | -           | -           | -           | 42     | 13     |
| 2006-2007          | Brescia            | B                  | 39         | 13         | CI              | 3               | 1               | -                  | -                  | -                  | -           | -           | -           | 42     | 14     |
| 2007-2008          | Brescia            | B                  | 34         | 16         | CI              | 1               | 1               | -                  | -                  | -                  | -           | -           | -           | 35     | 17     |
| 2008-2009          | Brescia            | B                  | 23+4       | 8          | CI              | 2               | 1               | -                  | -                  | -                  | -           | -           | -           | 29     | 9      |
| 2009-2010          | Brescia            | B                  | 39+4       | 10+1       | CI              | 2               | 0               | -                  | -                  | -                  | -           | -           | -           | 45     | 11     |
| 2010-2011          | Brescia            | A                  | 17         | 0          | CI              | 2               | 0               | -                  | -                  | -                  | -           | -           | -           | 19     | 0      |
| Totale Brescia     | Totale Brescia     | Totale Brescia     | 190+8      | 58+1       |                 | 14              | 5               |                    | -                  | -                  |             | -           | -           | 212    | 64     |
| ago.-nov. 2011     | Lugano             | CL                 | 9          | 2          | CS              | 0               | 0               | -                  | -                  | -                  | -           | -           | -           | 9      | 2      |
| gen.-giu. 2012     | Cremonese          | 1D                 | 11+1       | 6          | CI-LP           | -               | -               | -                  | -                  | -                  | -           | -           | -           | 12     | 6      |
| Totale carriera    | Totale carriera    | Totale carriera    | 548+9      | 134+1      |                 | 36              | 8               |                    | -                  | -                  |             | -           | -           | 593    | 143    |

### Statistiche da allenatore
Statistiche aggiornate al 13 maggio 2025. In grassetto le competizioni vinte.
| Stagione        | Squadra         | Campionato      | Campionato | Campionato | Campionato | Campionato | Coppe nazionali | Coppe nazionali | Coppe nazionali | Coppe nazionali | Coppe nazionali | Coppe continentali | Coppe continentali | Coppe continentali | Coppe continentali | Coppe continentali | Altre coppe | Altre coppe | Altre coppe | Altre coppe | Altre coppe | Totale | Totale | Totale | Totale | % Vittorie | Piazzamento |
| Stagione        | Squadra         | Comp            | G          | V          | N          | P          | Comp            | G               | V               | N               | P               | Comp               | G                  | V                  | N                  | P                  | Comp        | G           | V           | N           | P           | G      | V      | N      | P      | %          | Piazzamento |
| --------------- | --------------- | --------------- | ---------- | ---------- | ---------- | ---------- | --------------- | --------------- | --------------- | --------------- | --------------- | ------------------ | ------------------ | ------------------ | ------------------ | ------------------ | ----------- | ----------- | ----------- | ----------- | ----------- | ------ | ------ | ------ | ------ | ---------- | ----------- |
| feb. 2023       | Brescia         | B               | 2          | 0          | 0          | 2          | CI              | -               | -               | -               | -               | -                  | -                  | -                  | -                  | -                  | -           | -           | -           | -           | -           | 2      | 0      | 0      | 2      | &0,00      | Interim     |
| 2023-2024       | Mantova         | C               | 38         | 24         | 8          | 6          | CI-C            | 1               | 0               | 0               | 1               | -                  | -                  | -                  | -                  | -                  | SC-C        | 2           | 1           | 0           | 1           | 41     | 25     | 8      | 8      | 60,98      | 1º (prom.)  |
| 2024-2025       | Mantova         | B               | 38         | 10         | 14         | 14         | CI              | 2               | 1               | 0               | 1               | -                  | -                  | -                  | -                  | -                  | -           | -           | -           | -           | -           | 40     | 11     | 14     | 15     | 27,50      | 14º         |
| 2025-2026       | Mantova         | B               | 0          | 0          | 0          | 0          | CI              | 1               | 0               | 0               | 1               | -                  | -                  | -                  | -                  | -                  | -           | -           | -           | -           | -           | 1      | 0      | 0      | 1      | &0,00      | in corso    |
| Totale Mantova  | Totale Mantova  | Totale Mantova  | 76         | 34         | 22         | 20         |                 | 4               | 1               | 0               | 3               |                    | -                  | -                  | -                  | -                  |             | 2           | 1           | 0           | 1           | 82     | 36     | 22     | 24     | 43,90      |             |
| Totale carriera | Totale carriera | Totale carriera | 78         | 34         | 22         | 22         |                 | 4               | 1               | 0               | 3               |                    | -                  | -                  | -                  | -                  |             | 2           | 1           | 0           | 1           | 84     | 36     | 22     | 26     | 42,86      |             |

## Palmarès

### Giocatore

#### Club

##### Competizioni nazionali
- Serie C2: 1

Varese: 1997-1998

### Allenatore

#### Club

##### Competizioni nazionali
- Serie C: 1

Mantova: 2023-2024 (girone A)